# 中国人民解放军陆军合成第二〇二旅
合成第二〇二旅（英語：202nd Combined Arms Brigade），又名“蓝星劲旅”，是中国人民解放军陆军第七十八集团军下辖的一个重型合成旅，驻地吉林省四平市。

## 概述
该旅由装甲第三师拆分而来。成立后便在陆军洮南合同战术训练基地担任蓝军部队。
2017年改为重型合成旅。

## 沿革
参考资料：
| 部隊番號             | 使用時期             |
| -------------------- | -------------------- |
| 机械化步兵第二〇二旅 | 2011年11月-2017年4月 |
| 合成第二〇二旅       | 2017年4月至今        |